# Gunther Behnke
Gunther Behnke (* 19. Januar 1963 in Leverkusen) ist ein ehemaliger deutscher Basketballnationalspieler. Größter Erfolg des 2,21 Meter großen Centers war der Gewinn der Europameisterschaft 1993.

## Laufbahn
Behnke, der als Jugendlicher in Pulheim bei Köln mit dem Basketball begann, wurde 1981 mit TuS 04 Leverkusen deutscher Meister der A-Jugend. 1982 wurde der Erfolg wiederholt. Er debütierte Anfang der 1980er Jahre für die Leverkusener in der Bundesliga. Im Sommer 1982 nahm er mit der bundesdeutschen Auswahl an Junioren-Europameisterschaft teil und war mit 14,3 Punkten hinter Detlef Schrempf zweitbester Korbschütze der BRD-Mannschaft. Bei der Junioren-EM 1983 erzielte Behnke 17,8 Punkte je Begegnung, wieder wurde er mannschaftsintern nur von Schrempf übertroffen.
Behnke schloss die Schule mit dem Abitur ab und durchlief im Bayer-Konzern anschließend eine Lehre zum Informationselektriker. Mitte April 1984 verkündete die US-amerikanische University of Kentucky Behnke als Neuzugang für die Saison 1984/85. Der Deutsche weilte aber nur kurzfristig bei der Hochschulmannschaft, fühlte sich dort nicht wohl und ging Ende August 1984 in sein Heimatland zurück. Er blieb Bayer Leverkusen bis 1992 treu und gewann in dieser Zeit fünf Deutsche Meisterschaften (1985, 1986, 1990–1992) sowie vier Mal den DBB-Pokal-Wettbewerb (1986, 1987, 1990, 1991). Mit 317 Einsätzen ist Behnke Rekordspieler der Bayer-Bundesligamannschaft. die 2008 den Spielbetrieb einstellte. 1985 wurde er, im gleichen Jahr wie sein ehemaliger Mannschaftskollege Schrempf von den Cleveland Cavaliers in der fünften Runde an achter Stelle des NBA-Draftverfahrens ausgewählt. Er spielte aber nie in der NBA, sondern weiterhin in Leverkusen. 1989 wurden die Rechte an Behnke an die neugegründete NBA-Mannschaft Minnesota Timberwolves abgegeben, von denen er jedoch nie verpflichtet wurde.
1989 errang er mit der bundesdeutschen Studentenauswahl die Bronzemedaille bei der Universiade in Duisburg.
In den Jahren 1992 bis 1994 setzte Behnke seine Bundesliga-Karriere beim TuS Bramsche fort. Dort erhielt er deutlich mehr Einsatzzeit als zuvor in Leverkusen. Anschließend wechselte er zu Alba Berlin. Er gehörte zum Berliner Kader, der 1995 den Korać-Cup und damit als erste deutsche Mannschaft einen europäischen Vereinswettbewerb gewann. Im ersten Korać-Cup-Endspiel blieb Behnke ohne Punkte, im Rückspiel erzielte er zehn. In der Bundesliga brachte es der Innenspieler in den Berliner Farben in der Saison 94/95 auf Mittelwerte von 9 Punkten und 7,7 Rebounds (Mannschafthöchstwert), im Spieljahr 95/96 waren es 5,7 Punkte und 5,0 Rebounds je Bundesliga-Begegnung. Seine letzte Profistation waren ab 1996 die Telekom Baskets Bonn, mit denen er zwei Mal das Finale um die Deutsche Meisterschaft erreichte, aber jeweils gegen seinen früheren Klub Alba Berlin verlor. Bei seinem Abschied aus der Bundesliga war Behnke der dienstälteste Spieler der Liga. In der Bundesliga erzielte er insgesamt 5002 Punkte. Im Anschluss an die Saison 1999/2000 wechselte er nach Köln zu den 99ers, für die er noch in der Regionalliga West zusammen mit Stephan Baeck spielte und Meister wurde.
Zwischen 1983 und 1995 absolvierte Behnke insgesamt 146 Länderspiele für die deutsche Nationalmannschaft, wobei er 702 Punkte erzielte. Er nahm an den Olympischen Spielen 1992, zwei Weltmeisterschaften und vier Europameisterschaften teil. Während der EM 1993, bei der er mit Deutschland Europameister wurde, erzielte Behnke 6,9 Punkte pro Turnierspiel. Sein bestes Spiel bei der EM 1993 zeigte Behnke im wichtigen zweiten Gruppenspiel gegen Belgien (16 Punkte), als sich die deutsche Mannschaft nach der Auftaktniederlage gegen Estland wieder aufrichtete.
Behnke war einer der längsten Spieler, die je in der Bundesliga auf dem Parkett standen. Seine Spezialität war das Blocken von gegnerischen Würfen.
Laut eigener Aussage hat er inzwischen „mit Basketball abgeschlossen“.